# José Alberty Correia

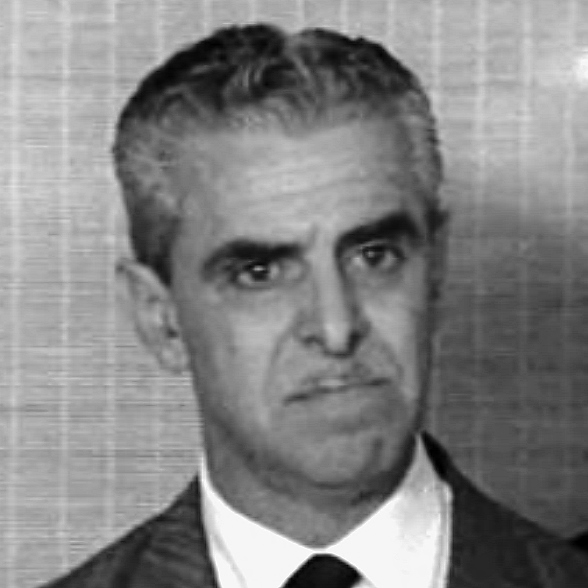
José Alberty Correia (1968)

2:3 Flagge des Gouverneurs

José Alberty Correia (* 4. Februar 1917 in Abrantes, Portugal; † am 9. Juni 2011) war ein portugiesischer Offizier und Kolonialverwalter.

## Wirken
1963 übernahm Correia den Posten des Gouverneurs von Portugiesisch-Timor von Francisco António Pires Barata, der das Amt als von der Regierung beauftragter Gouverneur (portugiesisch encarregado do governo) seit dem 3. Februar desselben Jahres stellvertretend geführt hatte.
Unter Oberstleutnant (später Oberst) Correia wurde eine 24-Stunden-Stromversorgung aufgebaut und die Stadt weiter modernisiert. Verschiedene Bauwerke wurden errichtet: Das Telekommunikationszentrum, die Technische Schule, die Post, die Associação Comercial, Agrícola e Industrial de Timor (ACAIT) und das Gefängnis Comarca. Der Seehafen wurde modernisiert und ausgebaut. Mit neuen Lagerhäusern war es nun möglich, Schiffe bis zu einer Größe von 7.000 Tonnen zu bedienen, wie die India und die Timor der Companhia Colonial de Navegação. Nachfolger Correias als Gouverneur wurde 1968 José Nogueira Valente Pires.
Vom 18. Januar 1972 bis 1973 war Correia Staatssekretär der Armee (portugiesisch Secretário de Estado do Exército) und erhielt verschiedene Aufgaben in Mosambik, Macau, Timor und Angola.

## Auszeichnungen
Correia erhielt den Ritterorden von Avis am 10. November 1950, am 2. November 1961 wurde er mit der höheren Klasse des Kommandeurs desselben Ordens geehrt. Am 19. August 1968 erhielt Correia den Ordem do Império.

## Veröffentlichungen
- José Alberty Correia: Conselho legislativo de Timor : discurso do governador : discurso proferido pelo Governados da província de Timor na sessão de abertura dos trabalhos do conselho legislativo, em Dili, em Abril de 1967, Agência-Geral do Ultramar 1967.